# Колли-Миннс, Латон
Латон Колли-Миннс (англ. Lathone Collie-Minns; род. 10 марта 1994, Нассау) — багамский легкоатлет, специалист по тройному прыжку. Выступал на профессиональном уровне в 2009—2021 годах, победитель и призёр ряда крупных международных турниров, участник чемпионата мира в Дохе.

## Биография
Латон Колли-Миннс родился 10 марта 1994 года в Нассау, Багамские Острова, одновременно с братом-близнецом Латарио. Приходится внучатым племянником спринтеру Джорджу Колли, участнику Олимпийских игр 1964 года в Токио.
Занимался лёгкой атлетикой во время учёбы в Техасском университете A&M, в составе университетской легкоатлетической команды Texas A&M Aggies успешно выступал на различных студенческих соревнованиях в США.
Первых серьёзных успехов на международном уровне добился в сезоне 2009 года, когда вошёл в состав багамской сборной и выступил на Carifta Games во Вьё-Форе, где в зачёте тройного прыжка среди юношей стал серебряным призёром.
В 2010 году в той же дисциплине одержал победу на юношеских Carifta Games в Джорджтауне, на юношеском первенстве Центральной Америки и Карибского бассейна в Санто-Доминго, выступил на юношеских Олимпийских играх в Сингапуре.
В 2011 году получил серебро на Carifta Games в Монтего-Бей, взял бронзу на юношеском мировом первенстве в Лилле, занял шестое место на юниорском панамериканском первенстве в Мирамаре.
В 2012 году завоевал серебряные награды на Carifta Games в Девоншире и на юниорском первенстве Центральной Америки и Карибского бассейна в Сан-Сальвадоре, прыгал тройным на юниорском мировом первенстве в Барселоне.
В 2014 году представлял Багамские Острова на Играх Содружества в Глазго, показал девятый результат на Центральноамериканских и Карибских играх в Веракрусе.
В 2016 году среди прочего выиграл серебряную медаль на молодёжном первенстве NACAC в Сан-Сальвадоре.
В 2019 году принял участие в чемпионате мира в Дохе — на предварительном квалификационном этапе тройного прыжка показал результат 15,89 метра, чего оказалось недостаточно для выхода в финал.
Завершил спортивную карьеру по окончании сезона 2021 года.